# 시간 다이버시티
시간 다양성(Time Diversity)은 다중 페이딩으로 인해 반사된 신호는 원래 신호에 비해 전달경로가 길기 때문에 다소 지연 시간을 다지고 수신단에 도착하게 된다. 이러한 특성을 이용하여 원래 신호와 반사된 신호를 시간적으로 분리하여 페이딩 효과를 감소시키는 방법을 시간 다이버시티라고 한다. CDMA에서는 이러한 시간 다이버시티를 이용하기 위해 레이크 리시버(Rake Receiver)를 사용한다. 이것은 시간지연을 갖고 수신되는 반사파들을 독립적으로 분리하여 복조하는 장치이다. 다중경로로 수신된 신호는 페이딩의 영향으로 오류를 증가시키고, 시간 지연에 따른 신호 간섭을 일으킨다.